# Lammassaari (ö i Norra Karelen, Mellersta Karelen, lat 62,16, long 29,65)
Lammassaari är en ö i Finland. Den ligger i sjön Orivesi och i kommunen Kides i den ekonomiska regionen  Mellersta Karelens ekonomiska region  och landskapet Norra Karelen, i den sydöstra delen av landet, 300 km nordost om huvudstaden Helsingfors. Öns area är 0,5 hektar och dess största längd är 160 meter i sydöst-nordvästlig riktning.